# Partido Popular Sajón
El Partido Popular Sajón (en español: Sächsische Volkspartei, SVP) fue un partido político ultraderechista en el estado federado alemán de Sajonia. Fue liderado por Mirko Schmidt, que en 2004 fue elegido diputado al Landtag de Sajonia en representación del NPD y que conservó su escaño en calidad de diputado no adscrito hasta 2009. Desde octubre de 2018 hasta su disolución en febrero de 2019 fue liderado por Heiko Lorenz.

## Historia
En enero de 2005, Schmidt se salió del Partido Nacionaldemócrata de Alemania (NPD) y del grupo parlamentario que el partido tenía en el parlamento estatal sajón. Dos años después, el 19 de marzo de 2006, fundaba el Partido Popular Sajón (SVP). En 2009 el SVP participó en las elecciones estatales de Sajonia y llegó a obtener 4.401 votos, equivalentes al 0,2% de los votos válidos. Originalmente, había intentado formar una lista común con Die Republikaner y la Unión Social Alemana, pero esto no llegó a concretarse. También fracasó en el intento de integrarse a la DSU.

## Programa
En el programa electoral para las elecciones estatales, el partido pidió la "protección de Sajonia", sosteniendo que sus recursos naturales son patrimonio nacional. La seguridad en las zonas fronterizas, según el partido, debían garantizarse a través de una mayor presencia de la policía. El SVP también pidió un salario mínimo de 8,50 euros. También buscaba la abolición de la Cláusula del cinco por ciento y la restricción de la inmigración.

## Representación local
Hasta junio de 2009, contó con tres escaños en el Distrito de Meißen y con dos escaños de consejo de la ciudad de Meissen.